# Zaitunia inderensis
Espèce
Zaitunia inderensis est une espèce d'araignées aranéomorphes de la famille des Filistatidae.

## Distribution
Cette espèce est endémique du Kazakhstan. Elle se rencontre dans le district d'Inder dans l'oblys d'Atyraou.

## Description
La femelle décrite par Zonstein et Marusik en 2016 mesure 3,66 mm.

## Étymologie
Son nom d'espèce, composé de inder et du suffixe latin -ensis, « qui vit dans, qui habite », lui a été donné en référence au lieu de sa découverte, le district d'Inder.

## Publication originale
- Ponomarev, 2005 : New and interesting finds of spiders (Aranei) in the southeast of Europe. Vestnik Yuzhnogo Nauchnogo Tsentra RAN (Bulletin of Southern Scientific Centre RAS), Rostov, vol. 1, no 4, p. 43-50 (texte intégral (ru)).